# Sweltsa palearata
Sweltsa palearata is een steenvlieg uit de familie groene steenvliegen (Chloroperlidae). De wetenschappelijke naam van de soort is voor het eerst geldig gepubliceerd in 2004 door Surdick.